# David Wilkins
David Wilkins (Malahide, 30 de abril de 1950) é um velejador irlandês, medalhista olímpico. Ele competiu nos Jogos Olímpicos de Verão de 1980 na classe Flying Dutchman e conquistou a medalha de prata, ao lado de James Wilkinson.
Ele é o primeiro esportista irlandês a competir em cinco Olimpíadas, de 1972 a 1992.